# Johann Nepomuk Teng von Lanzensieg
Johann Nepomuk Teng, seit 1844 Johann Nepomuk Teng Edler von Lanzensieg (auch Tengg)  (* 5. August 1823 in Groß Latein in Mähren; † 9. Mai 1873 in Geisenheim) war k. u. k. Offizier und Mitglied der Ersten Kammer der Landstände des Herzogtums Nassau.

## Leben
Johann Nepomuk Teng Edler von Lanzensieg war ein  Sohn des k. k. Leutnants Johann Tengg von Ratkowsky und dessen Ehefrau Elisabetha Ratkowsky, der sich im Jahre 1814 in den Befreiungskriegen gegen Napoleon unter Fürst Schwarzenberg besonders ausgezeichnet hatte und deshalb 1843 von Kaiser Ferdinand in den österreichischen Adelsstand mit Beilegung des Prädikats „Edler von Lanzensieg“ erhoben wurde. Mit der Nobilitierung wurde der Namenszusatz „von Lanzensieg“, dem österreichischen Brauch entsprechend, beigelegt.
Wie sein Vater schlug Johann eine Laufbahn in der kaiserlichen Armee ein, war Oberleutnant und wurde am 15. August 1844 durch den österreichischen Kaiser in den erblichen österreichischen Adelsstand erhoben.
Am 13. Mai 1864 erhielt er von Erzherzog Stephan die Vollmacht, ihn bei den Sitzungen der ersten Kammer des Landtages im Jahre 1864 zu vertreten.
Als Standesherr gehörte Erzherzog Stephan qua Verfassung in den Jahren von 1852 bis 1866 der ersten Kammer der Landstände des Herzogtums Nassau an und ließ sich, da er nie persönlich anwesend war, durch Ludwig Löw Freiherr von und zu Steinfurth (1852), Friedrich Graf von Bismark (1855–1857), Anton Philipp Freiherr von Breidbach-Bürresheim gen. vom Ried (1858–1863) und dann durch Johann Nepomuk Teng vertreten.
Teng war Mitglied im Verein zur Erforschung der Rheinischen Geschichte und Althertümer in Mainz.

### Familie
Am 28. Mai 1850 heiratete er in Frankfurt am Main Helena Maria Manskopf (1827–1911, Tochter des Kaufmanns Jacob Wilhelm Manskopf (1788–1851) und der Johanna Philippine Sarasin).
Aus der Ehe ist die Tochter Clara, ∞ 17. August 1869 Johann Carl Graf Wedemeyer von Sommer,  hervorgegangen.
Teng verstarb auf seinem Gutshof in Geisenheim.

### Auszeichnungen
- 1864 Ritterkreuz des päpstlichen  Gregoriusordens[9]